# セルビア・クロアチア語
セルビア・クロアチア語（セルビア・クロアチアご、セルボ・クロアチア語、クロアチア・セルビア語とも：Srpskohrvatski / Српскохрватски、スルプスコフルヴァツキ、Hrvatskosrpski / Хрватскосрпски、フルヴァツコスルプスキ）は、セルビア人 (Srbi)、クロアチア人 (Hrvati)、ボシュニャク人、モンテネグロ人によって話されている言語。ユーゴスラビアでは憲法上の公用語と定められていた。セルビア、クロアチア、ボスニア・ヘルツェゴビナ、モンテネグロなどで話されている。セルビア語、クロアチア語、ボスニア語、モンテネグロ語の標準語はいずれもセルビア・クロアチア語の新シュト方言の東ヘルツェゴビナ方言に基づいており、セルビア・クロアチア語は複数中心地言語のひとつに数えられる。一部の書籍では「ユーゴスラビア語」とも呼ばれる。
インド・ヨーロッパ語族、スラブ語派、南スラブ語群に属する。言語人口は約1500万人（1971年国勢調査による）。

## 歴史・現状
ユーゴスラビアが分裂してからはセルビア語、クロアチア語、ボスニア語の3言語に政治的・社会的に分けられ、近年ではモンテネグロが独立したため、さらにモンテネグロ語を分離しようとする運動もある。
元来クロアチア語とボスニア語ではラテン文字、セルビア語ではキリル文字およびラテン文字が使われる。しかし、各言語の標準語における文法・発音・正書法の差は極めて小さく、各言語の標準語の差よりも各言語内での方言差のほうが大きい。そのため、旧ユーゴスラヴィアでは政治的事情もあって同一言語として扱われていたほか、学術上もしばしば便宜的にひとつの言語として扱われる。

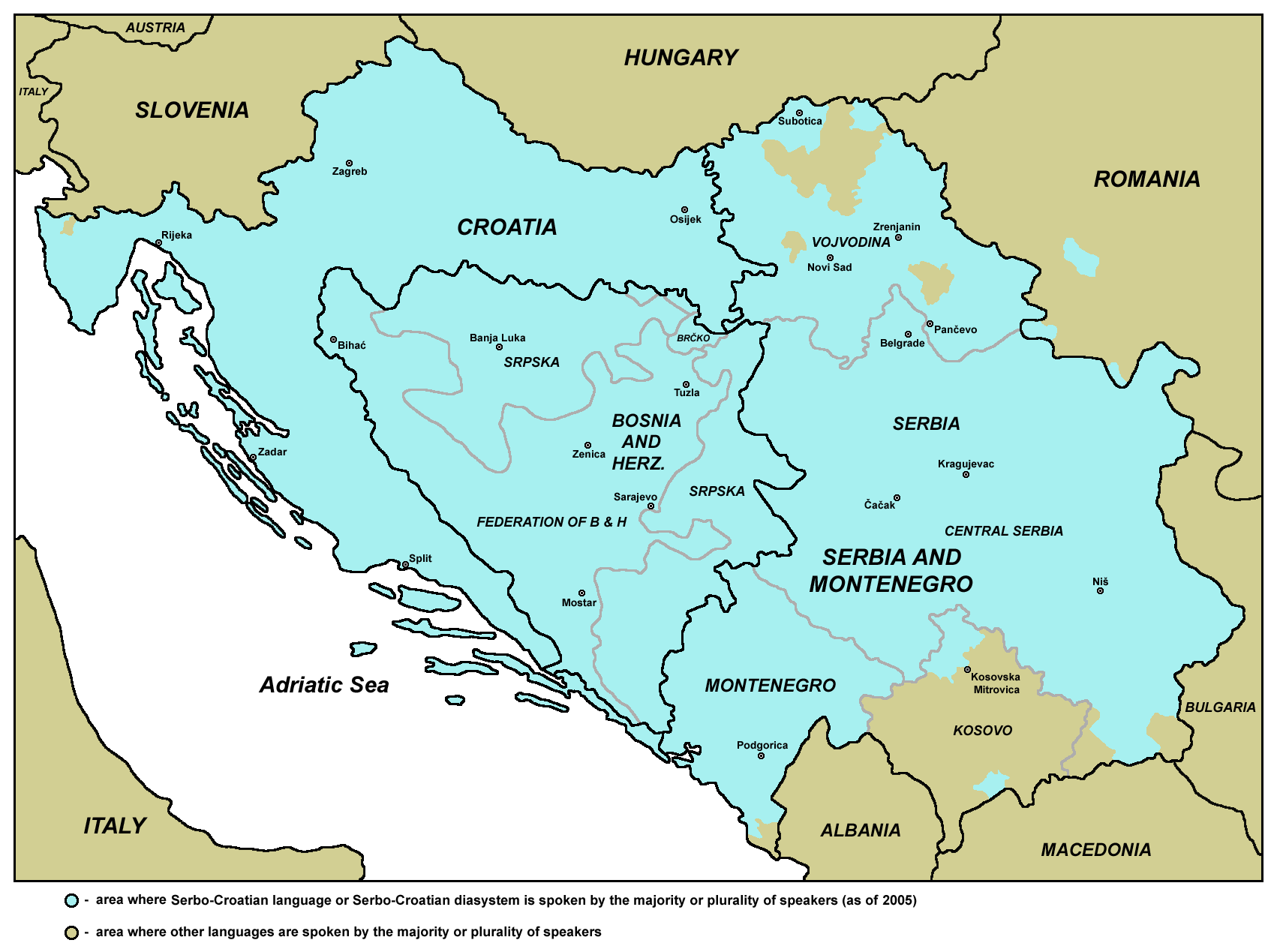
セルビア・クロアチア語を常用する地域（2005年）

## 方言
セルビア・クロアチア語の方言は、「何」を意味する疑問代名詞の語彙の差に基づいて、カイ方言、チャ方言、シュト方言の三大方言に分けられる。セルビアの南東部で限定的に話されるトルラク方言を加えて四大方言とする立場もあるが、これを認めない場合はシュト方言に含める。
カイ方言 (Kajk) はザグレブ周辺からスロベニアとの国境あたりの地域で話され、クロアチア語からスロベニア語への連続体を成す。チャ方言 (Čak) は北ダルマチアを中心とする地域とアドリア海の島のいくつかで話されている。その他の地域では、シュト方言 (Štok) が話されている。とはいえカイ方言、トルラク方言を話す地域の中にはシュト方言を話す集団も存在する。またシュト方言は他の方言に比べて、その方言の内部での差が小さい。この現在の複雑な民族的方言的状況は、オスマン帝国の進出に対する民族移動によって生まれた。
チャ方言とシュト方言の下位分類としてエ方言とイ方言とイェ方言があるが、これはスラブ祖語の *ě の継承の仕方に基づく。一方で /i/ となるのがイ方言で、ダルマティアとボスニア・ヘルツェゴビナの西部で話されるが、文語としてはもはや使われない。セルビアとヴォイヴォディナで話されるエ方言では /e/ となり、これが現代セルビア語になっている。クロアチア、ボスニア、モンテネグロで使われるイェ方言では、短いときは /je/、長いときは /ije/ となる。

## 文字と正書法
キリル文字とラテン文字の両方が用いられる。
セルビアでは、18世紀以前には古代教会スラブ語のキリル文字が使用されていた。クロアチアではルネサンス期まではグラゴル文字が使われ、それ以降は徐々にラテン系文字が使われるようになっていた。いずれもセルビア・クロアチア語を表記するのに適しているとは言えないものであった。19世紀になると、セルビアではヴーク・カラジッチによって、「話すように書き、書くように話す」という言文一致の方針のもと教会スラブ語のキリル文字に独自のњ、љを加え、さらに不必要な文字を削ることで、文字と音を一対一対応させた体系が作られる。他方クロアチアでも、リュデヴィト・ガイによってチェコ語のアルファベットを元にした表記体系が作られた。この際ガイは意図的に、シュト方言とカラジッチの正書法を採用したため、2つの文字体系はほぼ一対一に対応している。こうして、南スラヴ人すべてが共通の文化を発展させることが目指され（イリリア運動）、後のユーゴスラビア建国へ向けての礎となった。
現代においては、セルビアではキリル文字とラテン文字が併用される。モンテネグロではキリル文字がほとんどで、ボスニア・ヘルツェゴビナではキリル文字よりラテン文字が多く見られる。クロアチアではもっぱらラテン文字が用いられる。

### キリル文字
ブーク・カラジッチがキリル文字を改良して作った文字で、30文字からなる。音素と文字表記の一対一対応関係を持つ。アクセントが記されることはない。

### ラテン文字
ラテン文字を使用するスラブ諸語のなかで例外的に、音素と文字表記の一対一対応がある。音調が記されることはない。リュデヴィト・ガイによって、チェコ語アルファベットをもとにして作られたものである。

### 文字一覧表
| ラテン文字 | キリル文字 | 呼称    | 音価 (IPA表記) |
| ---------- | ---------- | ------- | -------------- |
| A, a       | А, а       | a       | [a]            |
| B, b       | Б, б       | be      | [b]            |
| C, c       | Ц, ц       | ce      | [ts]           |
| Č, č       | Ч, ч       | če      | [tʃ]           |
| Ć, ć       | Ћ, ћ       | će      | [tɕ]           |
| D, d       | Д, д       | de      | [d]            |
| Dž, dž     | Џ, џ       | dže     | [dʒ]           |
| Đ, đ       | Ђ, ђ       | đe      | [dʑ]           |
| E, e       | E, e       | e       | [e]            |
| F, f       | Ф, ф       | ef      | [f]            |
| G, g       | Г, г       | ge      | [ɡ]            |
| H, h       | Х, х       | ha      | [x]~[h]        |
| I, i       | И, и       | i       | [i]            |
| J, j       | J, j       | je      | [j]            |
| K, k       | К, к       | ka      | [k]            |
| L, l       | Л, л       | el      | [l]            |
| Lj, lj     | Љ, љ       | elj     | [ʎ]            |
| M, m       | М, м       | em      | [m]            |
| N, n       | Н, н       | en      | [n]            |
| Nj, nj     | Њ, њ       | enj     | [ɲ]            |
| O, o       | О, о       | o       | [o]            |
| P, p       | П, п       | pe      | [p]            |
| R, r       | Р, р       | er      | [r]            |
| S, s       | С, с       | es      | [s]            |
| Š, š       | Ш, ш       | eš / ša | [ʃ]            |
| T, t       | Т, т       | te      | [t]            |
| U, u       | У, у       | u       | [u]            |
| V, v       | В, в       | ve      | [v]            |
| Z, z       | З, з       | ze      | [z]            |
| Ž, ž       | Ж, ж       | že      | [ʒ]            |

## 音韻

### 母音

セルビア・クロアチア語の母音三角形

/i/, /e/, /a/, /o/, /u/ の5つの母音がある。加えて音節核となる「母音的なr」が存在し、これらはそれぞれが長母音にも短母音にもなりうる。イェ方言のクロアチア語には、2重母音/ie/がある。長母音は短母音の約2倍の長さで、音質は変わらない。母音の長短が音調と組み合わさってアクセントを構成する。
ヤットと呼ばれるスラブ祖語のěに対応する音は地域的に大きく異なる。シト方言のうち、イ方言では/i/が、エ方言では/e/がそれぞれ対応する。イェ方言では短音節において/je/が、長音節において/ije/が対応する。ただし子音+/r/+/je/の連続が一つの形態素にあるときは、/e/となる。チャ方言ではイ方言、エ方言、スラブ祖語での歯音+後舌母音の前においては/e/でありそれ以外の場合は/i/となるイ方言とエ方言の混合の3種が見られる。カイ方言では、[e]か[e̞]が対応することが多い。

### 子音
|          | 両唇音 | 唇歯音 | 歯音 | 歯茎硬口蓋音 | 硬口蓋音 | 軟口蓋音 |
| -------- | ------ | ------ | ---- | ------------ | -------- | -------- |
| 破裂音   | p, b   |        | t, d |              |          | k, g     |
| 摩擦音   |        | f,v    | s, z | š, ž         |          | h        |
| 破擦音   |        |        | c    | č, dž        | ć, đ     |          |
| 鼻音     | m      |        | n    |              | nj       |          |
| 側面音   |        |        | l    |              | lj       |          |
| ふるえ音 |        |        | r    |              |          |          |
| わたり音 |        |        |      |              | j        |          |

/p/, /b/, /f/, /t/, /d/, /c/, /s/, /z/, /ć/, /đ/, /č/, /dž/, /š/, /ž/, /k/, /g/, /h/, /m/, /n/, /n/, /nj/, /l/, /lj/, /r/, /v/, /j/の25個の子音がある。このうち、/j/, /lj/, /nj/, /ć/, /đ/ は軟音（硬口蓋化音）、その他は硬音（非硬口蓋化音）である。
/f/は有声子音の前において[v]と発音される。/c/は有声子音の前で[d͡z]。/h/は有声子音の前において[ɣ]と発音される。それ以外の場合は[x]。/m/は/v/の前では[v]と発音される。/n/は/k/, /g/の前では[ŋ]と発音される。/v/には[ʋ]の自由異音がある。/j/は母音間において、後続母音が/i/,/e/の時非常に短い[i˘]と発音される。
(/p/と/b/) などの有声子音と無声子音のペアは子音交代を起こすが、(/f/と/v/) のみ交代しない。

### アクセント
|      | 長母音 | 短母音 |
| ---- | ------ | ------ |
| 上昇 | é      | è      |
| 下降 | ȇ      | ȅ      |

音楽的アクセントを持ち、上昇長母音、下降長母音、上昇短母音、下降短母音の4種類が区別される。
アクセントを持たずに前後の語に続けて発音される接辞を除けば、すべての語にアクセントがある。下降アクセントはほぼ先頭音節においてのみ現れ、特に単音節語はかならず下降アクセントをもつ。上昇アクセントは最終音節以外のどの音節にも現れうる。
長母音においてはピッチの上昇・下降が見られるものの、短母音においては上昇・下降ははっきりしていない。短母音においては、続く音節との関係によって区別される。上昇短母音の次の音節はアクセントがある音節より高く発音された後下降する。下降短母音の次の音節はアクセントがある音節よりもずっと低く発音される。この次に来る音節との関係は長母音でも見られる。
統計的には第一音節にアクセントがある語が66%、第二音節が25%、第三音節が6.7%、第四音節が1.6%である。

### 音交代
| 無声 | 有声 |
| ---- | ---- |
| p    | b    |
| t    | d    |
| k    | g    |
| s    | z    |
| š    | ž    |
| ć    | đ    |
| č    | dž   |

有声子音と無声子音が連続すると、後ろの子音の特徴が前の子音に影響し、前の子音が交代する。これは規則的で、語中においては基本的に綴りに反映される。語が連続して発音されるときにも交代するが、その場合は綴りは変わらない。

## 文法

### 形態論

#### 名詞
セルビア・クロアチア語の名詞類（名詞、形容詞、代名詞、数詞）は性、数、格のカテゴリーをもち、それぞれに応じて語形変化する。性は女性、男性、中性に、数は単数と複数に、格は主格、生格（属格）、与格、対格、造格（具格）、前置格、呼格の7格に分類される。

#### 動詞
動詞は、アスペクト（完了体、不完了体）、態（能動態、受動態）、法（直説法、接続法、命令法）、時制（過去時称、現在時称、未来時称）、人称（1人称、2人称、3人称、無人称）、数（単数、複数）、性（分詞形で、男性、女性、中性）のカテゴリーを持つ。

### 統語論

#### 語順
語順はきわめて自由である。単音節の語で、アクセントを持たない語は、前の語と一緒に読まれたり、うしろの語と一緒に読まれるため、たいてい文頭から２つ目に置かれる。疑問詞のliやコピュラ動詞のsam, si, je などがこれにあたる。